# William Waldegrave, IX conte Waldegrave
William Waldegrave, IX conte Waldegrave (2 marzo 1851 – 12 agosto 1930), è stato un nobile e politico inglese.

## Biografia
Era il figlio maggiore di William Waldegrave, visconte Chewton, figlio maggiore del vice ammiraglio William Waldegrave, VIII conte Waldegrave, e di sua moglie, Frances Bastard, figlia del capitano John Bastard. Studiò a Eton College e al Trinity College di Cambridge.
Nel 1859, all'età di otto anni, successe al nonno nella contea.

## Carriera militare
Nel 1869 entrò nel Cambridgeshire Rifle Volunteer Corps. Fu promosso a tenente nel 1870 e rassegnò le sue dimissioni come capitano nel 1872. Fu guardiamarina nel 1° London Rifle Volunteer Corps nel 1873 e fu promosso a capitano nel 1874 e a maggiore nel 1886. Si ritirò come un tenente colonnello.

## Carriera politica
Fu un conservatore nella Camera dei lord. È stato un Lord-in-waiting sotto Lord Salisbury (1886-1892 e 1895-1896). Dopo la morte di Lord Limerick, venne promosso a capitano del Yeomen of the Guard e di governo Chief Whip nella Camera dei lord.
Nel 1897 è stato giurato al Consiglio privato. Nel 1911 venne nominato vice tenente del Somerset.

## Matrimonio
Sposò, il 5 agosto 1874, lady Mary Palmer, figlia di Roundell Palmer, I conte di Selborne e Laura Waldegrave. Ebbero tre figli:
- Lady Mary Wilfreda Waldegrave (1875-25 dicembre 1947), sposò il reverendo Richard Bevan, ebbero cinque figli;
- Lady Laura Margaret Waldegrave (1880-8 novembre 1959), sposò Reginald Nicholson, ebbero quattro figli;
- William Waldegrave, X conte Waldegrave (2 ottobre 1882-30 gennaio 1933).[1]

## Morte
Morì il 12 agosto 1930, all'età di 79 anni. La contessa Waldegrave morì nel novembre 1933.

## Ascendenza
|                                           |                |                              | Genitori                              |  |  | Nonni |  |  | Bisnonni                               |  |  | Trisnonni                             |  |
|                                           |                |                              |                                       |  |  |       |  |  | George Waldegrave, IV conte Waldegrave |  |  | John Waldegrave, III conte Waldegrave |  |
|                                           |                |                              |                                       |  |  |       |  |  | George Waldegrave, IV conte Waldegrave |  |  | John Waldegrave, III conte Waldegrave |  |
|                                           |                | Lady Elizabeth Leveson-Gower |                                       |  |  |       |  |  | George Waldegrave, IV conte Waldegrave |  |  |                                       |  |
| William Waldegrave, VIII conte Waldegrave |                |                              |                                       |  |  |       |  |  | George Waldegrave, IV conte Waldegrave |  |  |                                       |  |
|                                           |                | Lady Elizabeth Waldegrave    | James Waldegrave, II conte Waldegrave |  |  |       |  |  |                                        |  |  |                                       |  |
|                                           |                | Lady Elizabeth Waldegrave    | James Waldegrave, II conte Waldegrave |  |  |       |  |  |                                        |  |  |                                       |  |
|                                           |                | Lady Elizabeth Waldegrave    | Mary Walpole                          |  |  |       |  |  |                                        |  |  |                                       |  |
| William Waldegrave, visconte Chewton      |                | Lady Elizabeth Waldegrave    |                                       |  |  |       |  |  |                                        |  |  |                                       |  |
|                                           |                | Samuel Whitbread             | Samuel Whitbread                      |  |  |       |  |  |                                        |  |  |                                       |  |
|                                           |                | Samuel Whitbread             | Samuel Whitbread                      |  |  |       |  |  |                                        |  |  |                                       |  |
|                                           |                | Samuel Whitbread             | Harriet Hayton                        |  |  |       |  |  |                                        |  |  |                                       |  |
| Elizabeth Whitbread                       |                | Samuel Whitbread             |                                       |  |  |       |  |  |                                        |  |  |                                       |  |
|                                           |                | Lady Elizabeth Grey          | Charles Grey, I conte Grey            |  |  |       |  |  |                                        |  |  |                                       |  |
|                                           |                | Lady Elizabeth Grey          | Charles Grey, I conte Grey            |  |  |       |  |  |                                        |  |  |                                       |  |
|                                           |                | Lady Elizabeth Grey          | Elizabeth Grey                        |  |  |       |  |  |                                        |  |  |                                       |  |
| William Waldegrave, IX conte Waldegrave   |                | Lady Elizabeth Grey          |                                       |  |  |       |  |  |                                        |  |  |                                       |  |
|                                           | Edmund Bastard | William Bastard              |                                       |  |  |       |  |  |                                        |  |  |                                       |  |
|                                           | Edmund Bastard | William Bastard              |                                       |  |  |       |  |  |                                        |  |  |                                       |  |
|                                           | Edmund Bastard | Anne Worsley                 |                                       |  |  |       |  |  |                                        |  |  |                                       |  |
| John Bastard                              | Edmund Bastard |                              |                                       |  |  |       |  |  |                                        |  |  |                                       |  |
|                                           |                | Jane Pownoll                 | Philemon Pownoll                      |  |  |       |  |  |                                        |  |  |                                       |  |
|                                           |                | Jane Pownoll                 | Philemon Pownoll                      |  |  |       |  |  |                                        |  |  |                                       |  |
|                                           |                | Jane Pownoll                 | Jane Majemdie                         |  |  |       |  |  |                                        |  |  |                                       |  |
| Frances Bastard                           |                | Jane Pownoll                 |                                       |  |  |       |  |  |                                        |  |  |                                       |  |
|                                           |                | Benjamin Wade                | Walter Wade                           |  |  |       |  |  |                                        |  |  |                                       |  |
|                                           |                | Benjamin Wade                | Walter Wade                           |  |  |       |  |  |                                        |  |  |                                       |  |
|                                           |                | Benjamin Wade                | Anne Allanson                         |  |  |       |  |  |                                        |  |  |                                       |  |
| Frances Wade                              |                | Benjamin Wade                |                                       |  |  |       |  |  |                                        |  |  |                                       |  |
|                                           |                | Arabella Martin              | William Martin                        |  |  |       |  |  |                                        |  |  |                                       |  |
|                                           |                | Arabella Martin              | William Martin                        |  |  |       |  |  |                                        |  |  |                                       |  |
|                                           |                | Arabella Martin              | Arabella Rowley                       |  |  |       |  |  |                                        |  |  |                                       |  |
|                                           |                | Arabella Martin              |                                       |  |  |       |  |  |                                        |  |  |                                       |  |